# Nová Ves pod Pleší
Nová Ves pod Pleší (německy Neudorf bei Mnischek) je obec v okrese Příbram ve Středočeském kraji, asi 9 km severovýchodně od Dobříše. Žije zde přibližně 1 600 obyvatel.

## Historie
První písemná zmínka o vesnici pochází z roku 1304. Obec vznikla z hornické osady. V minulosti se zde těžilo zlato.

## Obyvatelstvo
| Rok            | 1869 | 1880 | 1890 | 1900 | 1910 | 1921 | 1930 | 1950 | 1961 | 1970 | 1980 | 1991 | 2001 | 2011 | 2021  |
| -------------- | ---- | ---- | ---- | ---- | ---- | ---- | ---- | ---- | ---- | ---- | ---- | ---- | ---- | ---- | ----- |
| Počet obyvatel | 563  | 515  | 517  | 534  | 527  | 654  | 945  | 855  | 651  | 652  | 652  | 667  | 731  | 731  | 1 566 |
| Počet domů     | 83   | 85   | 86   | 89   | 96   | 115  | 139  | 200  | 157  | 159  | 166  | 203  | 237  | 322  | 525   |

## Obecní správa

### Části obce

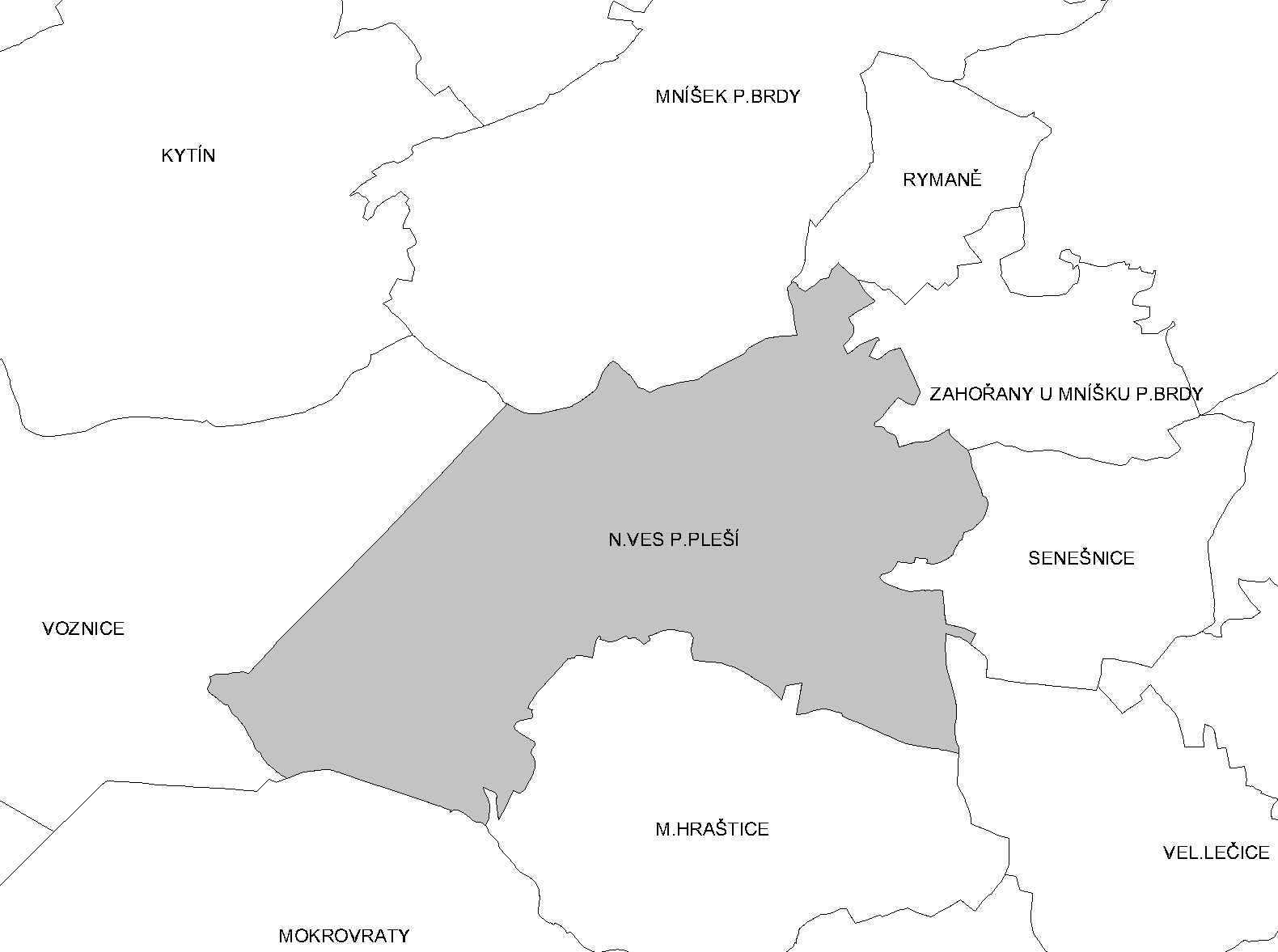
Katastrální území Nové Vsi pod Pleší

- Nová Ves pod Pleší (k. ú. Nová Ves pod Pleší)

Součástí obce jsou také základní sídelní jednotky Porostliny, Sanatorium na Pleši, V Borovém-Ke Kapli, Včelník a Závist. K obci patří také samota Bažantnice.
Sousedními obcemi sídla jsou Bojanovice, Mokrovraty, Malá Hraštice, Voznice, Velká Lečice, Mníšek pod Brdy a Zahořany.

### Územněsprávní začlenění
Dějiny územněsprávního začleňování zahrnují období od roku 1850 do současnosti. V chronologickém přehledu je uvedena územně administrativní příslušnost obce v roce, kdy ke změně došlo:
- 1850 země česká, kraj Praha, politický okres Příbram, soudní okres Dobříš[6]
- 1855 země česká, kraj Praha, soudní okres Dobříš
- 1868 země česká, politický okres Příbram, soudní okres Dobříš
- 1939 země česká, Oberlandrat Tábor, politický okres Příbram, soudní okres Dobříš[7]
- 1942 země česká, Oberlandrat Praha, politický okres Příbram, soudní okres Dobříš[8]
- 1945 země česká, správní okres Příbram, soudní okres Dobříš[9]
- 1949 Pražský kraj, okres Dobříš[10]
- 1960 Středočeský kraj, okres Příbram
- 2003 Středočeský kraj, okres Příbram, obec s rozšířenou působností Dobříš

## Společnost

### Rok 1932
V roce 1932 byly v obci Nová Ves pod Pleší (přísl. Pleš, Senešnice, 1190 obyvatel, poštovní úřad, četnická stanice) evidovány tyto živnosti a obchody: 5 lékařů, biograf Sokol, 2 obchodníci s dobytkem, družstvo pro rozvod elektrické energie v Senešnici, holič, 2 hostince, hotel Sokolovna, kolář, 2 kováři, 2 krejčí, 3 obuvníci, 2 pekaři, 15 rolníků, 2 řezníci, sanatorium pro plicní choroby na Pleši, 4 obchody se smíšeným zbožím, Spořitelní a záložní spolek pro Novou Ves pod Pleší, starý materiál, 2 švadleny, 3 tesařští mistři, 3 trafiky, truhlář.

### Současnost
V obci se nachází dvě restaurace, posilovna, smíšené zboží, pošta, muzeum trabantů, mateřská škola a první stupeň základní školy.

## Doprava

### Dopravní síť
Obcí vede silnice II/116 Lány – Nižbor – Beroun – Lety – Řevnice – Mníšek pod Brdy – Nový Knín. Do obce dále vedou silnice III. třídy.

### Autobusová doprava 2024
Autobusovou dopravu v obci Nová Ves pod Pleší zajišťují společnosti Arriva Střední Čechy a Martin Uher. Obec je součástí Pražské integrované dopravy (PID). V obci se nacházejí zastávky Nová Ves p.Pleší, Nová Ves p.Pleší,Rozcestí K Nemocnici a Nová Ves p.Pleší,Včelník. U Nemocnice Na Pleši se nachází zastávka Nová Ves p.Pleší,Nemocnice. Obcí vede autobusová linka 688 a obec je také výchozí nebo konečnou pro linku 314, která začíná v Praze na Smíchovském nádraží a pokračuje ve směru Měchenice, Davle, Hvozdnice, Bojanovice, Bratřínov, Malá Lečice, Velká Lečice, Senešnice a Nová Ves pod Pleší. Linka 688 vyjíždí z Nového Knína a vede přes Malou Hraštici, Novou Ves pod Pleší, Zahořany a končí v Mníšku pod Brdy.

### Železniční doprava 2024
Obcí prochází jednokolejná regionální železniční trať 210 Praha–Vrané nad Vltavou–Dobříš, která byla uvedena do provozu v roce 1897. V obci se nachází železniční zastávka Nová Ves pod Pleší, kde zastavují osobní vlaky linky S88. Tyto vlaky, provozované společností České dráhy, jezdí z Prahy přes Vrané nad Vltavou, Měchenice, Čisovice a Mníšek pod Brdy a pokračují dále do Dobříše. O sobotách, od března do října, jezdí mezi Prahou hlavním nádražím a Dobříší vlak s názvem Brdský motoráček, a to na lince T8, provozovaný společností KŽC Doprava. Během letních prázdnin vyjíždí turistický vlak Cyklohráček, který jede z Prahy do Dobříše, odkud se vrací zpět do Prahy.

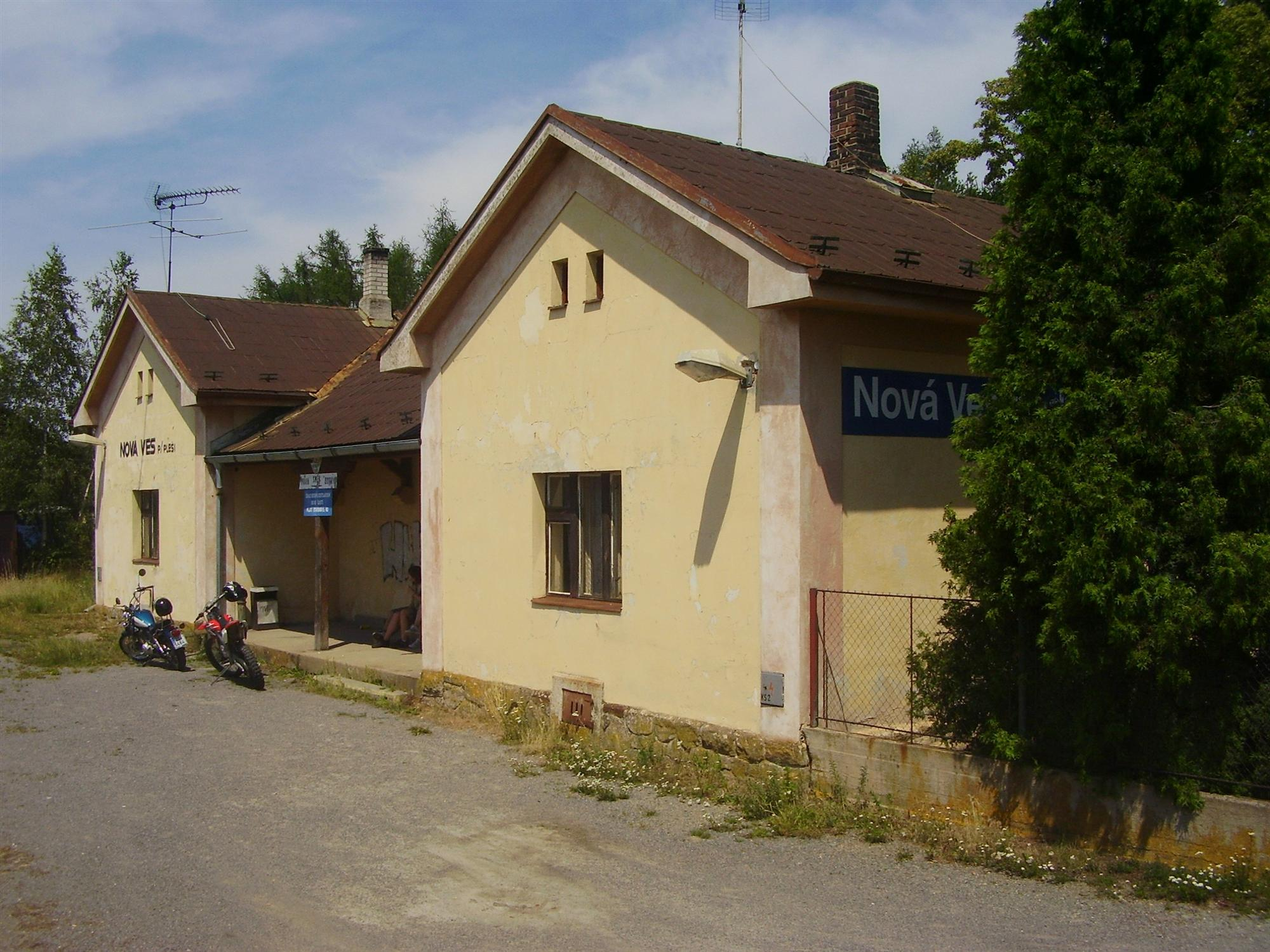
Železniční zastávka

## Pamětihodnosti
- V obci zachovány stavby lidové architektury, uprostřed stojí kaštanová alej.
- Na úpatí vrchu Pleš (490 m n. m.) se nachází Nemocnice Na Pleši, postavená v letech 1908–1916 podle projektu architekta Rudolfa Kříženeckého, první lůžkové sanatorium pro léčbu tuberkulózy a plicních chorob v Čechách.
- Dnes zde je Nemocnice Na Pleši, která se zaměřuje na onkologii, pneumologii a rehabilitaci.
- Dalšími zajímavostmi jsou kaplička svatého Jana Nepomuckého z roku 1842 a pomník padlým ve válce v kaštanové aleji.
- V roce 1919 zde byla založena TJ Sokol.
- Muzeum trabantů
- Do správního území obce zasahuje východní část přírodní památky Andělské schody.